# Let's Get Harry
Let's Get Harry is een Amerikaanse actiefilm uit 1986 onder regie van Stuart Rosenberg.

## Verhaal
De loodgieter Harry Burck wordt samen met de Amerikaanse ambassadeur gegijzeld in Colombia. Omdat de overheid niet snel genoeg handelt, besluiten zijn broer Corey en zijn collega's zelf een reddingsoperatie op touw te zetten. Corey neemt meteen een geroutineerde huurling onder de arm en laat de hele operatie financieren door een ultrarechtse activist.

## Rolverdeling
| Acteur               | Personage           |
| -------------------- | ------------------- |
| Fidel Abrego         | Hood                |
| Jere Burns           | Hulp in Washington  |
| Gary Busey           | Jack                |
| Cecile Callan        | Theresa             |
| Terry Camilleri      | Huurling            |
| Elpidia Carrillo     | Veronica            |
| Matt Clark           | Walt Clayton        |
| Rodolfo De Alexandre | Pablo               |
| Robert Duvall        | Norman Shrike       |
| Javier Estrada       | Dwerg               |
| Glenn Frey           | Spence              |
| Salvador Godínez     | Bootsman            |
| Bruce Gray           | Ambassadeur Douglas |
| Jerry Hardin         | Dean Reilly         |
| Mark Harmon          | Harry Burck jr.     |
| David Hess           | Huurling            |
| Ben Johnson          | Harry Burck sr.     |
| Michael Schoeffling  | Corey               |
| Thomas F. Wilson     | Bob                 |